# 邱苏伦
邱苏伦（1947年—），汉族，广东揭阳人，出生于泰国曼谷，中华人民共和国学者，北京外国语大学亚非学院泰语教授，第十一届全国人民代表大会北京地区代表。
毕业于北京外国语大学。致公党党员。2008年，当选为全国人大代表。